# Saiansk
Saiansk (en rus Саянск) és una ciutat de l'óblast d'Irkutsk, a Rússia.

## Geografia
Saiansk es troba al sud de Sibèria, a la vora de l'Okà, a 270 km al nord-oest d'Irkutsk.